# 도올학당 수다승철
《도올학당 수다승철》은 KBS 2TV에서 방송되었던 텔레비전 프로그램이다.

## 기획 의도
'지금 우리는 잘살고 있는 걸까?' 그 해답을 찾기 위한 신개념 강연토크쇼가 펼쳐진다! 대한민국 최고의 석학 도올 김용옥과 대한민국 최고의 가수 이승철 그리고 특별한 초대손님이 풀어가는 인생 이야기!

## 출연자

### 최종 출연자
| 출연진 및 패널 | 방송 기간                       | 방송 회차 |
| -------------- | ------------------------------- | --------- |
| 이승철, 김용옥 | 2020년 3월 11일 ~2020년 6월 3일 | 1 ~13     |

### 게스트
- 1 ~ 2회 : 정우성
- 3회 : 김복준
- 4회 : 김수미
- 5회 : 김응수
- 6회 : 이청아
- 7회 : 장성규, 김강훈
- 8회 : 팝핀현준 ㆍ 박애리 부부
- 9회 : 김상욱
- 10회 : 타이거 JK
- 11회 : 김창옥
- 12회 : 이덕화
- 13회 : 명진 스님

## 시청률
| 회차 | 방송 일자       | 전국 시청률(증감치) |
| ---- | --------------- | ------------------- |
| 1회  | 2020년 3월 11일 | 1.8%                |
| 2회  | 2020년 3월 18일 | 1.7%                |
| 3회  | 2020년 3월 25일 | 1.5%                |
| 4회  | 2020년 4월 1일  | 1.4%                |
| 5회  | 2020년 4월 8일  | 1.1%                |
| 6회  | 2020년 4월 15일 | 1.3%                |
| 7회  | 2020년 4월 22일 | 1.0%                |
| 8회  | 2020년 4월 29일 | 1.8%                |
| 9회  | 2020년 5월 6일  | 1.4%                |
| 10회 | 2020년 5월 13일 | 1.1%                |
| 11회 | 2020년 5월 20일 | 1.4%                |
| 12회 | 2020년 5월 27일 | 0.9%                |
| 13회 | 2020년 6월 3일  | 1.0%                |